# Hans Breite
Hans Breite war ein deutscher Fußballspieler, der 1950 mit der SG Dresden-Mickten sächsischer Fußballmeister wurde und 1950/51 für die BSG Rotation Dresden in der DDR-Oberliga, der höchsten Spielklasse im DDR-Fußball, spielte.

## Laufbahn
1950 benötigte die SG Dresden-Mickten im Finale um die Fußballmeisterschaft in Sachsen drei Spiele gegen die SG Lauter (1:0, 1:2, 3:2) zum Gewinn des Titels. Im entscheidenden Spiel am 10. April 1950 in Chemnitz war Hans Breite als rechter Verteidiger aufgeboten worden. Nach der erfolgreich abgeschlossenen Aufstiegsrunde spielten die Dresdner, inzwischen der BSG Sachsenverlag Dresden angeschlossen und im August 1950 in BSG Rotation umbenannt, in der Saison 1950/51 erstmals in der DDR-Oberliga. Zum Kader gehörte auch Hans Breite. Er wurde gleich im ersten Oberliga-Punktspiel am 3. September 1950 in der Begegnung Rotation Dresden – Rotation Babelsberg (1:1) als Mittelfeldspieler eingesetzt. Es war Breites einziges Spiel in der DDR-Oberliga. Auch in anderen höherklassigen Fußballligen trat er nicht mehr in Erscheinung.